# Bašnov
Přírodní památka Bašnov se nachází u obce Střížovice v okrese Kroměříž. Byla vyhlášena 16. prosince 2013. Plocha přírodní památky je 17,47 ha a ochranného pásma 25,60 ha. Předmětem ochrany je ochrana kuňky obecné a jejího biotopu (tůně a okolní mokřadní prostory). Lokalita se překrývá s územím soustavy Natura 2000 evropsky významnou lokalitou Střížovice vyhlášenou v roce 2004 na ploše 29,55 ha.

## Historie
Dříve se na tomto pozemku střídaly kultury zemědělských plodin, v jižním cípu, který byl vždy silně zamokřen, se voda přečerpávala polním čerpadlem. Bašnovský mokřad byl v sedmdesátých letech 20. století vyhlášen chráněným přírodním výtvorem. V roce 2004 byla na území vyhlášena Evropsky významná lokalita Střížovice soustavy Natura 2000.

## Přírodní poměry

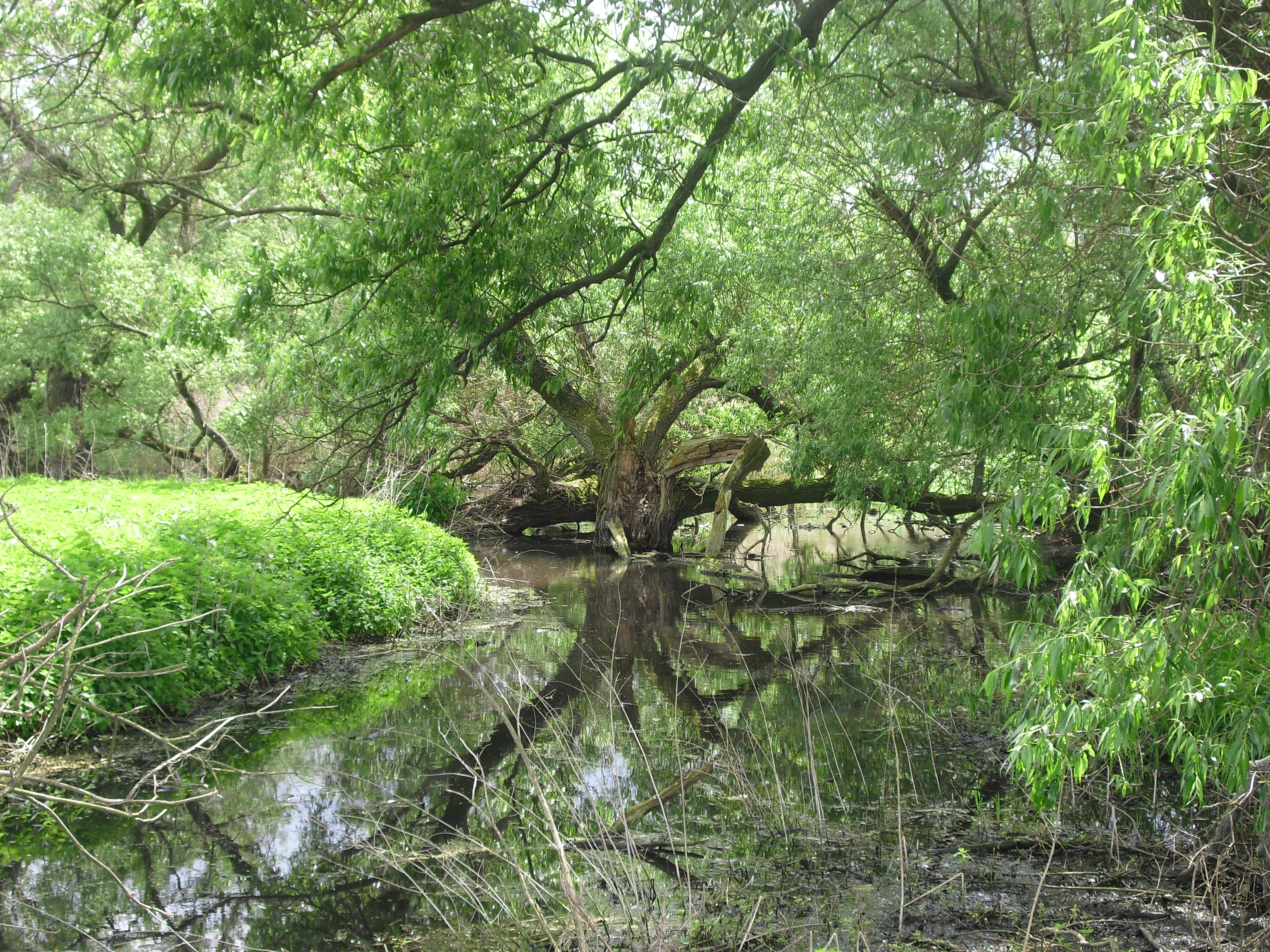

Bašnovský mokřad leží asi 0,3 km jihovýchodně od obce Střížovice, 7 km od města Kroměříže v katastrálním území Střížovice. Mapovací kvadrát 6770, nadmořská výška 185–187 m. Geomorfologicky Bašnov leží v Hornomoravském úvalu, v oblasti Západních Vněkarpatských sníženinách.
Jedná se o bezodtokovou oblast s povodím 2,1 km, která se nachází v mělké přirozené depresi v nivě řeky Moravy. Vlastním mokřadem procházejí 3 meliorační kanály, které se spojují v jeden tok zvaný Panenská. Ten pak ústí z pravé strany do řeky Moravy u obce Kvasice. Bašnovský mokřad je pozůstatkem někdejší bažiny zbylé po regulaci řeky Moravy. Celková rozloha mokřadu i s ochranným pásmem je 46 ha, z toho větší polovina je mokřadem, jejíž rozšiřování nebo ústup souvisí s množstvím atmosférických srážek. Nejcennější mokřadní biotop se nachází v nejnižší části lokality a má výměru kolem 6 ha. Dominantními druhy rostlin jsou zde rákos obecný, orobinec širolistý, chrastice rákosovitá, a různé druhy ostřic. Na jižní stranu mokřadu navazuje svah, který porůstají ovocné sady.

### Geologie
Geologické podloží tvoří paleogenní horniny oligocénu těšnovické facie (vápnité jílovce a lávky pískovců), na nichž leží nevápnité nivní uloženiny holocenního původu. Půdy jsou převážně hlinité až jílovitohlinité a jílovité, převažuje typ lužního gleje. Půdy jsou bezvápnité, slabě až středně kyselé, obsah humusu v důsledku vyluhování je slabý, poddrnové vrstvy většinou bez humusu.

### Flóra
Na lokalitě se vyskytují různé mokřadní a vodní rostliny – blatouch bahenní (Caltha palustris), rukev obojživelná (Rorippa amphibia), bukvice lékařská (Betonica officinalis), česnek hranatý (Allium angulosum), kohoutek luční (Lychnis flos-cuculi), kosatec žlutý (Iris pseudacorus), kostival lékařský (Symphytum officinale), kozí brada východní (Tragopogon orientalis), lakušník vodní (Ranunculus aquatilus), ocún jesenní (Colchicum autumnale), okřehek menší (Lemna minor), orobinec širolistý (Typha latifolia), ostřice dvouřadá (Carex disticha), ostřice obecná (Carex nigra), ostřice štíhlá (Carex acuta), ostřice chabá (Carex flacca) a ostřice liščí (Carex vulpina), pcháč šedý (Cirsium canum), pomněnka rolní (Myosotis arvensis), prvosenka jarní (Primula veris), pryskyřník prudký (Ranunculus acris), puškvorec obecný (Acorus calamus), rákos obecný (Phragmites australis), sítina klubkatá (Juncus conglomeratus), třtina křovištní (Calamagrostis epigeios), zblochan vodní (Glycerina maxima), šmel okoličnatý (Butomus umbellatu's), přeslička bahenní (Equisetum palustre), kamyšník přímořský (Bolboschoenus maritimus), ježatka kuří noha (Echinochloa crus-galli), rdesno obojživelné (Persicaria amphibia) aj. V roce 1982 zde byla nalezena bublinatka obecná (Utricularia vulgaris).

## Fauna
Mimo ptáky je tato lokalita významná z hlediska výskytu různých druhů bezobratlých (např. 10 druhů vážek, nalezen i kriticky ohrožený listonoh jarní).
Bylo zde nalezeno celkem deset druhů obojživelníků, z toho 2 kriticky ohrožené, 5 silně ohrožených a 2 ohrožené druhy. Vyskytuje se zde čolek obecný (Triturus vulgaris), čolek velký (Triturus cristatus), kuňka obecná (Bombina bombina), blatnice skvrnitá (Pelobates fuscus), ropucha obecná (Bufo bufo), ropucha zelená (Bufo viridis), rosnička zelená (Hyla arborea), skokan hnědý (Rana temporaria), skokan ostronosý (Rana arvalis) a skokan štíhlý (Rana dalmatina). Počtem druhů (10) je Bašnov jednou z nejbohatších lokalit obojživelníků na Kroměřížsku (stejně bohatá je nedaleká Kavkova tůň v přírodním parku Záhlinické rybníky. V blízké Tlumačovké tůňce pak žije sedm druhů obojživelníků). Vodní plochy mokřadu však v suchých letech zcela vysychají, což působí velmi negativně na zdejší společenstva.
Hnízdící druhy ptáků: Na Bašnově bylo pozorováno celkem 140 druhů ptáků, z toho 58 druhů hnízdících. Pravidelněji hnízdí 23–41 druhů, mezi něž patří i kachna divoká (Anas platyrhynchos), ohrožený moták pochop (Circus aeruginosus), ohrožený bramborníček černohlavý (Saxicola torquata), cvrčilka zelená (Locustella naevia), cvrčilka říční (Locustella fluviatilis), rákosník proužkovaný (Acrocephalus schoenobaenus), rákosník zpěvný (A. palustris), rákosník obecný (A. scirpaceus), pěnice černohlavá (Sylvia atricapilla), pěnice hnědokřídlá (Sylvia communis), budníček menší (Phylloscopus collybita), budníček větší (P. trochilus), ohrožený moudivláček lužní (Remiz pendulinus), mlynařík dlouhoocasý (Aegithalos caudatus), silně ohrožená žluva hajní (Oriolus oriolus), ohrožený ťuhýk obecný (Lanius collurio), špaček obecný (Sturnus vulgaris) a strnad rákosní (Emberiza schoeniclus). Současnou absenci bahenních druhů ptáků na lokalitě způsobuje jednoznačně skutečnost, že porosty nejsou pravidelně koseny. V přiléhajících sadech hnízdí mimo jiné i holub hřivnáč (Columba palumbus), hrdlička divoká (Streptopelia turtur), strakapoud velký (Dendrocopos major), žluna zelená (Picus viridis), zvonek zelený (Carduelis chloris), stehlík obecný (Carduelis carduelis), strnad obecný (Emberiza citrinella) a drozd zpěvný (Turdus philomelos).
V minulosti bylo prokázáno též hnízdění ohrožené potápky malé (Tachybaptus ruficollis), potápky roháče (Podiceps cristatus) a potápky černokrké (P. nigricollis), husy velké (Anser anser), ohrožené kopřivky obecné (Anas strepera), ohrožené čírky obecné (A.crecca), silně ohrožené čírky modré (A. querquedula), lžičáka pestrého (A.clypeata), zrzohlávky rudozobé (Netta rufina), poláka velkého (Aythya ferina), poláka malého (A. nyroca), poláka chocholačky (A. fuligula), hohola severního (Bucephala clangula), chřástala vodního (Rallus aquaticus), lysky černé (Fulica atra), slípky zelenonohé (Gallinula chloropus), čejky chocholaté (Vanellus vanellus), kulíka říčního (Charadrius dubius), vodouše rudonohého (Tringa totanus), břehouše černoocasého (Limosa limosa), bekasíny otavní (Gallinago gallinago), racka chechtavého (Larus ridibundus), konipase lučního (Motacilla flava), ohrožené cvrčilky slavíkové (Locustella luscinioides), rákosníka velkého (Acrocephalus arundinaceus) a sedmihláska hajního (Hippolais icterina).
Vzhledem k tomu, že se mokřad Bašňov nalézá v přímé tahové cestě ptáků, která vede podél řeky Moravy, je více než pravděpodobné, že tuto lokalitu navštěvuje na tahu mnoho druhů ptáků, byť jen krátkodobě při sběru potravy nebo odpočinku. Pro značnou členitost a rozlehlost mokřadu a u některých druhů také pro jejich nenápadný vzhled či chování, zcela jistě docházelo a stále dochází k jistému podhodnocení. Z běžných ptáků zde při přeletu byli pozorováni např.: káně lesní (Buteo buteo), poštolka obecná (Falco tinnunculus), jiřička obecná (Delichon urbica), vlaštovka obecná (Hirundo rustica), ale byly zde také kriticky ohrožené druhy jakými jsou orel mořský (Haliaeetus albicilla), orel křiklavý (Aquila pomarina), luňák hnědý (Milvus migrans), orlovec říční (Pandion haliaetus) a sokol stěhovavý (Falco peregrinus), bukač velký (Botaurus stellaris), bukáček malý (Ixobrychus minutus), volavka červená (Ardea purpurea), kolpík bílý (Platalea leucorodia), ostralka štíhlá (Anas acuta), polák malý (Aythya nyroca), morčák velký (Mergus merganser), vodouš rudonohý (Tringa totanus), břehouš černoocasý (Limosa limosa), koliha velká (Numenius arquata), tenkozobec opačný (Recurvirostra avosetta), rybák černý (Chlidonias niger) a v roce 2004 i chřástal malý (Porzana parva). Dále zde bylo zjištěno i několik silně ohrožených druhů: potápka rudokrká (Podiceps grisegena), volavka bílá (Egretta alba), kvakoš noční (Nycticorax nycticorax), čáp černý (Ciconia nigra), čírka modrá (Anas querquedula), lžičák pestrý (Anas clypeata), zrzohlávka rudozobá (Netta rufina), hohol severní (Bucephala clangula), krahujec obecný (Accipiter nisus), moták lužní (Circus pygargus), chřástal kropenatý (Porzana porzana), pisík obecný (Actitis hypoleucos), vodouš kropenatý (Tringa ochropus), bekasina otavní (Gallinago gallinago), rybák obecný (Sterna hirundo), ledňáček říční (Alcedo athis), dudek chocholatý (Upupa epops), drozd cvrčala (Turdus iliacus), konipas luční (Motacilla flava), slavík modráček středoevropský (Luscinia svecica cyanecula), rákosník velký (Acrocephalus arundinaceus). Často tudy protahuje i vodouš bahenní (Tringa glareola) a vodouš tmavý (Tringa erythropus) a různé druhy jespáků. Existují odtud i pozorování husice rezavé (Tadorna ferruginea), sluky lesní (Scolopax rusticola) a jedno pozorování pisily čáponohé (Himantopus himantopus) a bekasiny větší (Gallinago media).
V době plného zavodnění mokřadu a při nynějším intensivním obhospodařování většiny okolních vodních ploch se na tuto lokalitu stahují ptačí druhy, které jsou citlivé na vyrušování a na silné znečistění hnojením. V takovém případě je Bašňov úžasná lokalita s výskytem mnoha ptačích druhů. Může tu být v tu dobu prakticky cokoliv. Podle průzkumů ornitofauny bylo v oblasti mezi Kroměříží, Hulínem a Kvasicemi celkem zjištěno v letech 1972 až 2001 přes 270 druhů ptáků!
V zimě není vzhledem k zamrzání lokalita příliš ornitologicky atraktivní. Existují odtud však i zimní pozorování silně ohroženého motáka pilicha (Circus cyaneus), rovněž silně ohrožené sýkořice vousaté (Panurus biarmicus) a po jednom pozorování sněhule severní (Plectrophenax nivalis) a konopky žlutozobé (Carduelis flavirostris).
Ze savců zde žijí srnec obecný (Capreolus capreolus), zajíc polní (Lepus europaeus), ondatra pižmová (Ondatra zibethicus) a hryzec vodní (Arvicola terrestris).

## Ochrana přírody
Bašnov představuje přirozené, nikoliv však již původní, ale druhotně vzniklé, pozměněné stanoviště s poměrně velkou druhovou biodiverzitou. Nachází se uprostřed kulturní krajiny, v níž jsou ostrůvkovitě rozmístěny malé fragmenty posledních přírodních společenstev. Souhrnně bylo doposud v mokřadu zjištěno 74 zvláště chráněných druhů živočichů, z toho 22 druhů kriticky ohrožených, 30 druhů silně ohrožených a 22 druhů ohrožených. Za celou dobu sledování mokřadu různými autory zde bylo zjištěno 141 druhů ptáků, z toho 58 druhů hnízdících. Z hlediska ochrany přírody střední Moravy má tedy tato lokalita mimořádný význam.

Mokřad je ohrožen eutrofizací ze zemědělské výroby a znečištěním z odpadních vod. Velký problém z hlediska ochrany zdejší populace vzácných druhů obojživelníků (ale i mnoha druhů ptáků) představuje vysychání lokality v některých letech. Největší nebezpečí pro lokalitu spočívá ovšem v naprosto nekontrolovatelném agresivním zarůstání vodní plochy rákosem a s tím souvisejícím zazemňování. Dalším ohrožením jsou náletové dřeviny, které mohou příliš zastiňovat vodní toky a plochy.
Území je využíváno místním mysliveckým sdružením, které také zajišťuje občasné prosekávání rákosin.